# Seymeria integrifolia
Seymeria integrifolia är en snyltrotsväxtart som beskrevs av Jesse More Greenman. Seymeria integrifolia ingår i släktet Seymeria och familjen snyltrotsväxter. Inga underarter finns listade i Catalogue of Life.